# Мухатгверди
Мухатгверди (груз. მუხათგვერდი) — село в Грузии, на территории Мцхетского муниципалитета края (мхаре) Мцхета-Мтианети.

## География
Село находится в центральной части Грузии, на правом берегу реки Куры, на расстоянии приблизительно 1 километра (по прямой) к юго-юго-востоку от города Мцхета, административного центра края и муниципалитета. Абсолютная высота — 455 метров над уровнем моря.

## Население
По результатам официальной переписи населения 2014 года в Мухатгверди проживало 203 человека (97 мужчин и 106 женщин). В национальной структуре населения грузины составляли 99 %.
| Год  | Население, человек |
| ---- | ------------------ |
| 2002 | 198                |
| 2014 | ↗ 203              |